# Purushartha
Purushartha (Devanagari: पुरुषार्थ, Sanskriet: puruṣārtha) zijn de vier doelen in het hindoeïsme: 
- dharma (gerechtigheid)
- artha (welstand)
- kama (plezier)
- moksha (bevrijding)

In de vroege Veda's was sprake van drie doelen, de trivarga, al werden deze toen nog niet zo genoemd en bij elkaar gegroepeerd. Dat gebeurde in die betekenis pas in de Dharmashastra. Aangezien trivarga in eerste instantie gewoon een groep van drie betekent, werd het voor diverse groepen gebruikt in srauta- en grhyasoetra's. In de Arthashastra werden de drie doelen centraal gesteld voor de ideale koning, waarbij artha de prioriteit kreeg. Ook in de Kamasoetra speelt het een centrale rol, mogelijk meer dan in welke andere tekst in het Sanskriet. In de dharma-literatuur duurde het tot de Manusmriti voordat het genoemd werd en dan nog slechts zijdelings. Ook in de Manusmriti en de Ramayana komt het nauwelijks voor. Het wordt wel uitgebreid besproken in de eerste biografie van de Boeddha, de Buddhacarita.
Pas in de Upanishads werd moksa toegevoegd tot de purushartha of caturvarga. De Upanishads betekenden een omwenteling waarmee het belang afnam van de deva's, de vedische goden. Brahman en Atman werden centrale begrippen en daarnaast kwam de nadruk vanaf dan te liggen op het lijden en het ontsnappen aan samsara, de cyclus van dood en wedergeboorte die afhankelijk is van karma.